# Raión de Mena
Mena (en ucraniano: Менський район) fue un raión o distrito de Ucrania en el óblast de Chernígov. En la reforma territorial de 2020, su territorio fue incluido en el raión de Koriúkivka, excepto una parte al oeste que se incluyó en el raión de Chernígov.
Comprendía una superficie de 1376 km².
La capital era la ciudad de Mena.

## Demografía
Según estimación 2010 contaba con una población total de 45408 habitantes.

## Otros datos
El código KOATUU es 7423000000. El código postal 15600 y el prefijo telefónico +380 4644.